# Vĩnh Quang, thành phố Cao Bằng
Vĩnh Quang là một xã thuộc thành phố Cao Bằng, tỉnh Cao Bằng, Việt Nam.

## Địa lý
Xã Vĩnh Quang nằm ở phía bắc thành phố Cao Bằng, cách trung tâm thành phố 5 km, có vị trí địa lý:
- Phía đông giáp huyện Hòa An và phường Ngọc Xuân
- Phía tây giáp huyện Hòa An
- Phía nam giáp phường Đề Thám và xã Hưng Đạo
- Phía bắc giáp huyện Hòa An.

Xã Vĩnh Quang có diện tích 14,76 km², dân số năm 2019 là 3.987 người, mật độ dân số đạt 270 người/km².
Sông Bằng tạo thành ranh giới tự nhiên giữa xã Vĩnh Quang và phường Đề Thám. Tỉnh lộ 203 chạy qua địa bàn xã. Trên địa bàn xã có núi Nà Lin và đền Kỳ Sầm.

## Hành chính
Xã Vĩnh Quang được chia thành 9 xóm: 1, 2, 3, 4, 5, 6, 7, 8, 9.

## Lịch sử
Sau năm 1975, Vĩnh Quang là một xã thuộc huyện Hòa An.
Ngày 1 tháng 11 năm 2010, Chính phủ ban hành Nghị quyết 42/NQ-CP về việc sáp nhập toàn bộ diện tích và dân số của xã Vĩnh Quang thuộc huyện Hòa An vào thị xã Cao Bằng quản lý.
Ngày 25 tháng 9 năm 2012, Chính phủ ban hành Nghị quyết 60/NQ-CP về việc thành lập thành phố Cao Bằng thuộc tỉnh Cao Bằng. Xã Vĩnh Quang thuộc thành phố Cao Bằng.
Đến năm 2019, xã Vĩnh Quang được chia thành 13 xóm: Đức Chính 1, Đức Chính 2, Đức Chính 3, Nà Chiêm, Nà Luông, Nà Mạ, Lỏ Ngọa, Vò Đuổn, Vò Tấu, Bản Tại, Đồng Cống, Bản Ngần, Bản Thín.
Ngày 9 tháng 9 năm 2019, Hội đồng nhân dân ban hành Nghị quyết số 27/NQ-HĐND về việc sáp nhập, đổi tên các xóm, tổ dân phố trên địa bàn tỉnh Cao Bằng:
- Sáp nhập hai xóm Đức Chính 1 và Đức Chính 2 thành xóm 1
- Đổi tên xóm Đức Chính 3 thành xóm 2
- Đổi tên xóm Vò Đuổn thành xóm 3
- Sáp nhập hai xóm Bản Tại và Nà Luông thành xóm 4
- Sáp nhập hai xóm Vò Tấu và Bản Thín thành xóm 5
- Đổi tên xóm Nà Mạ thành xóm 6
- Sáp nhập hai xóm Lỏ Ngọa và Nà Chiêm thành xóm 7
- Đổi tên xóm Bản Ngần thành xóm 8
- Đổi tên xóm Đồng Cống thành xóm 9.